# Durbar-plein van Kathmandu
Het Durbar-plein van Kathmandu is een Durbar-plein in het Nepalese Kathmandu. Rond het paleis werden door de Newah indrukwekkende voorbeelden van architectuur en kunst gebouwd. Het paleis bevond zich eerst aan het Dattaraya-plein en werd pas later op de huidige locatie opgetrokken. Op het Durbar-plein vindt men naast het paleis gebruikt door de Malla- en Shah-dynastiën, ook de Vishnu-tempel, de Indrapur-tempel, de Shiva-Parvati-tempel, de Taleju-tempel, de Degutale-tempel en de Bhagwati-tempel.
Het Durbar-plein wordt ook wel het Hanuman Dhoka Durbar-plein genoemd, waarbij de naam refereert aan het beeld van de aap Hanoeman van Ram, een beeld dat zich aan de ingang van het paleis bevindt.
Het plein met het oude paleis en de tempels leed zware schade bij de aardbeving in Nepal van 25 april 2015.

Durbar-plein van Kathmandu
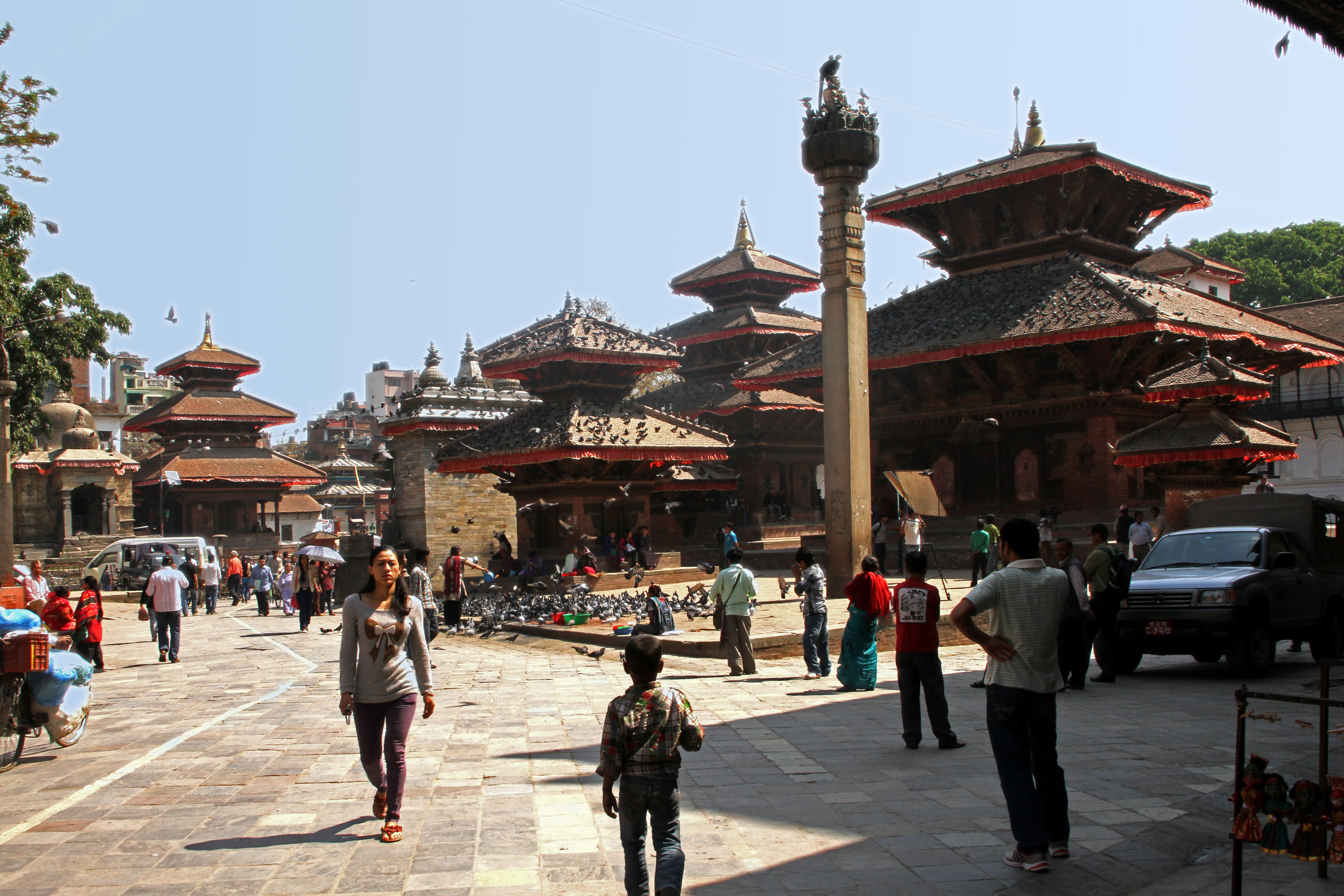
Mahavishnu-Vishnu-Pratapamalla-Jagannath
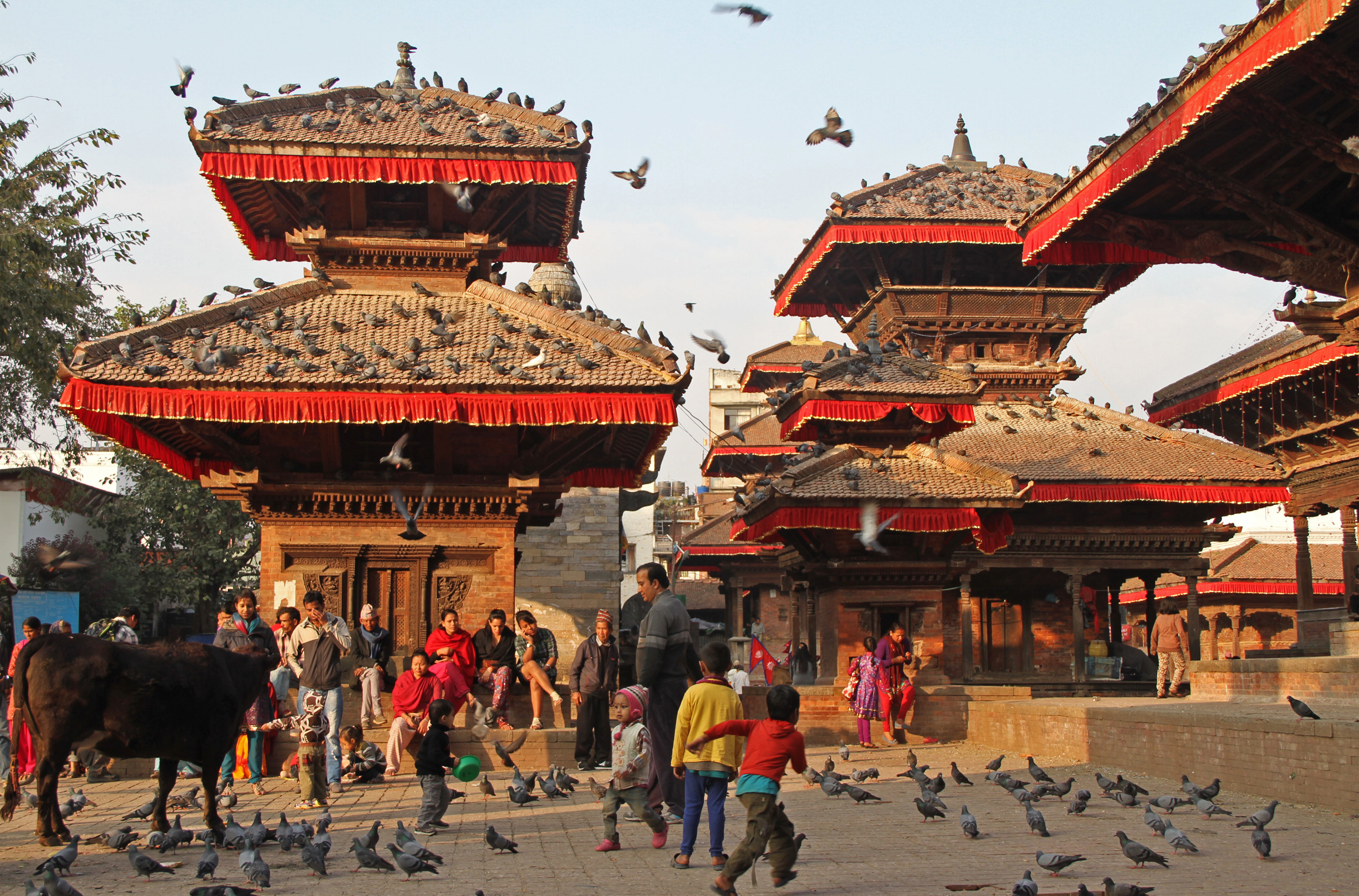
Indrapur
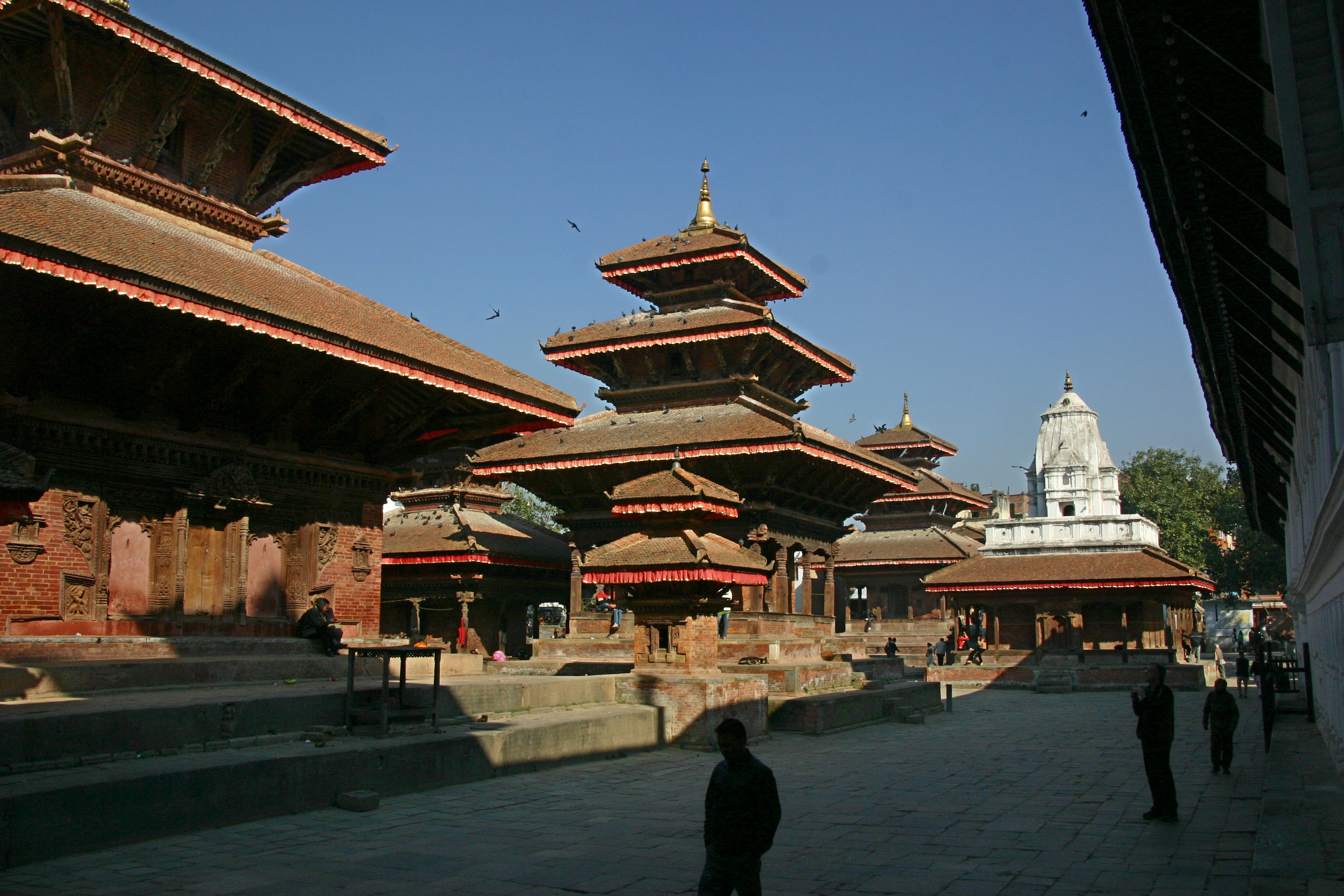
Jagannath-Vishnu-Kageshwor
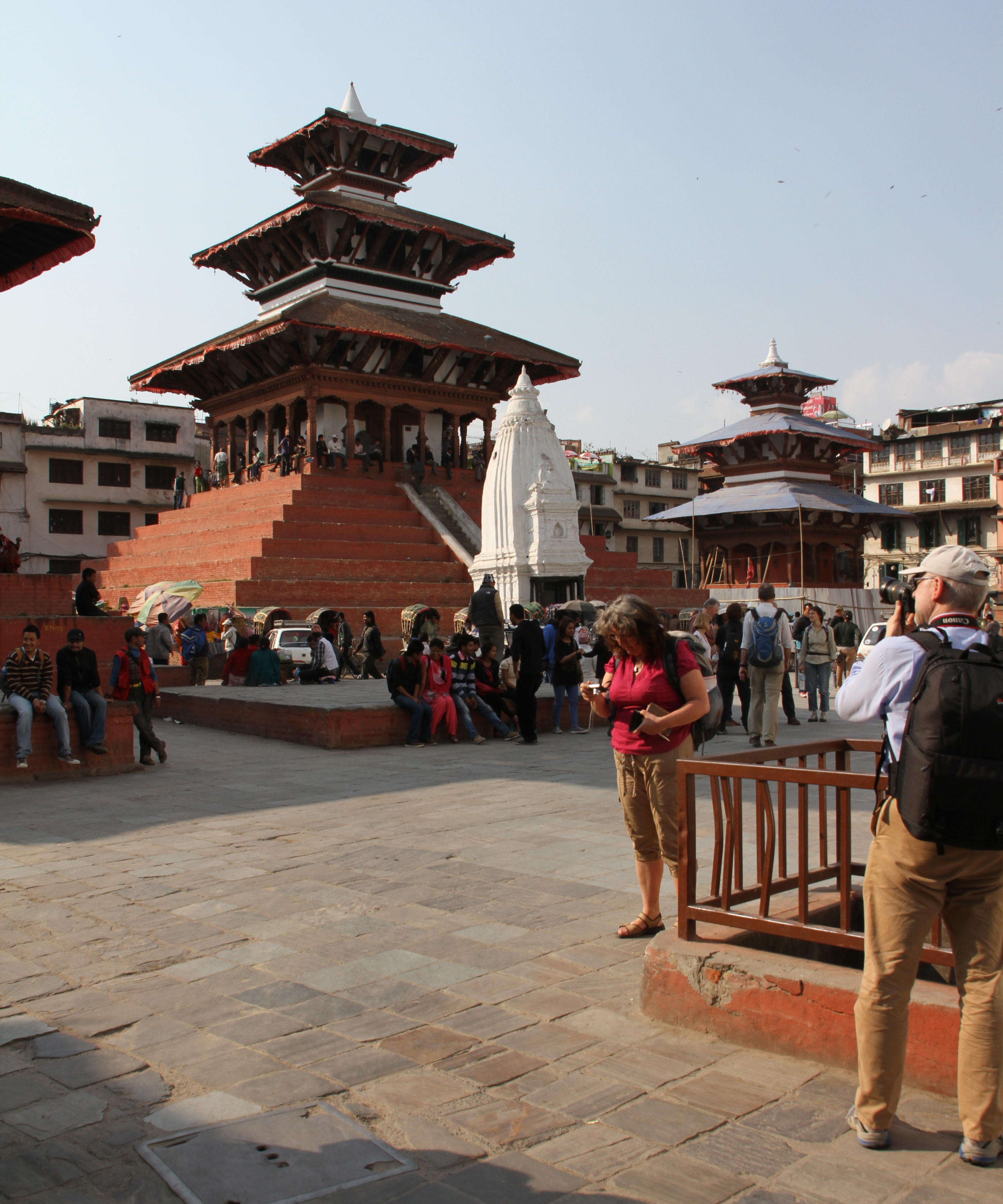
Maju Dega
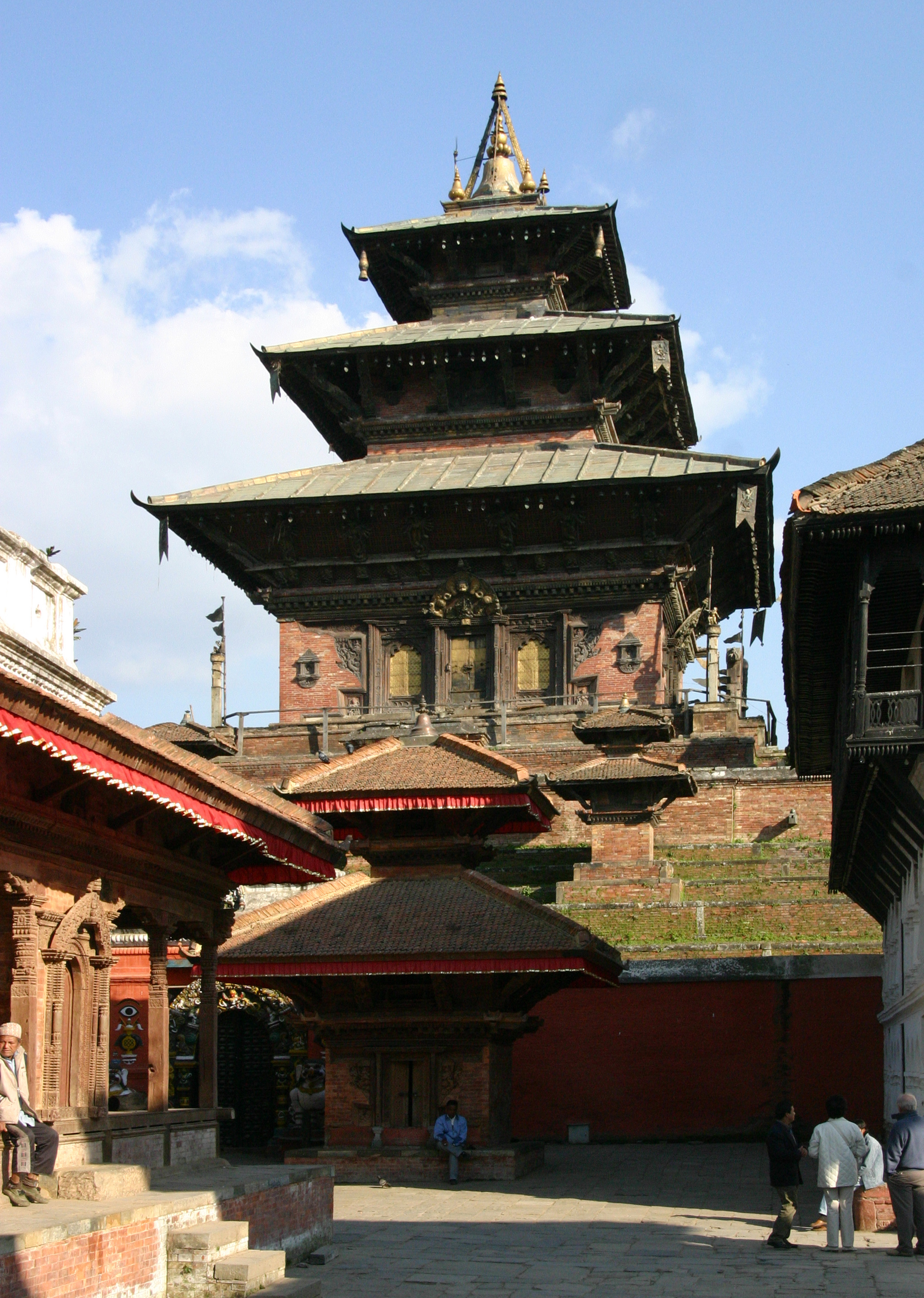
Taleju
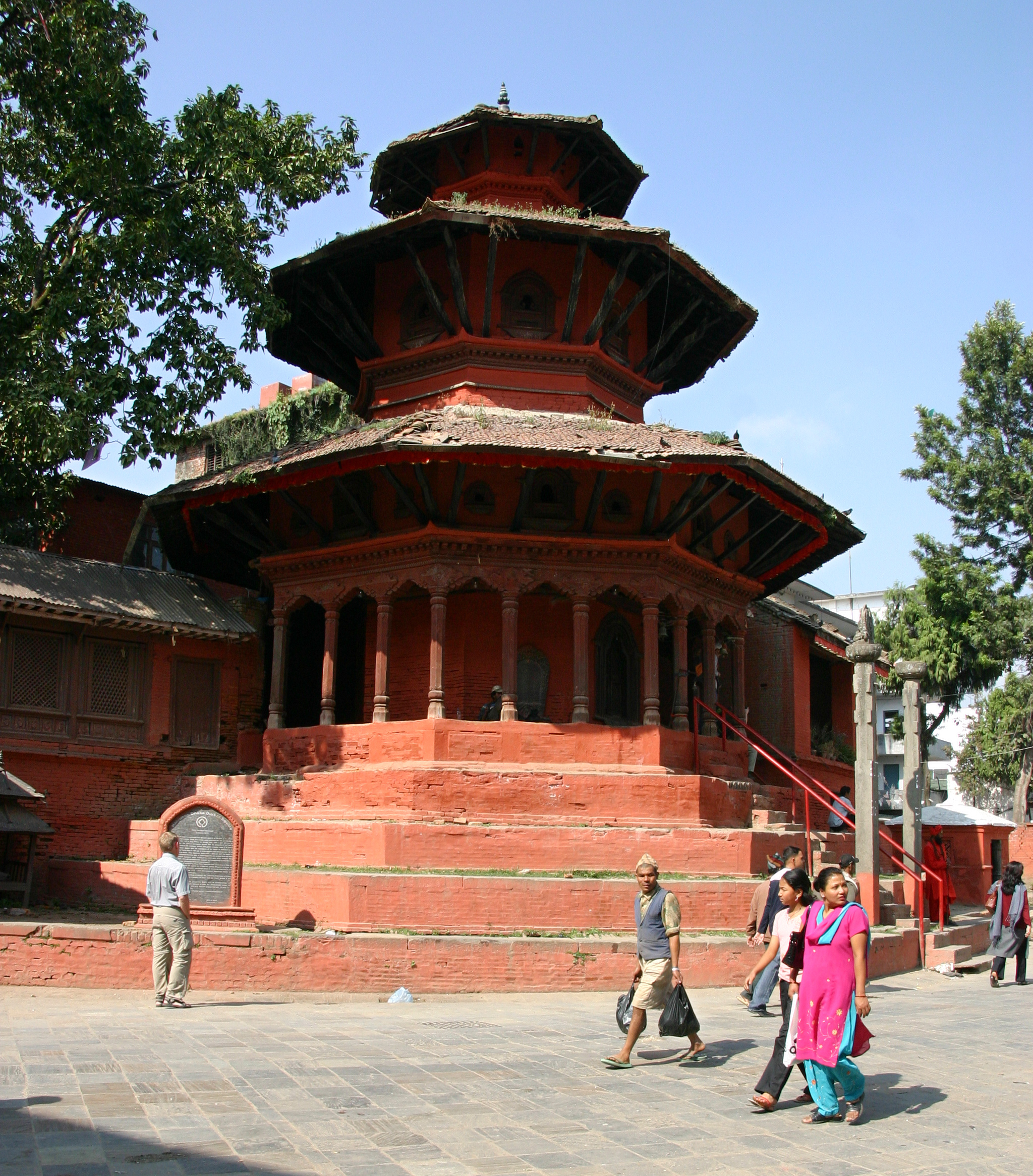
Chyasin Dega
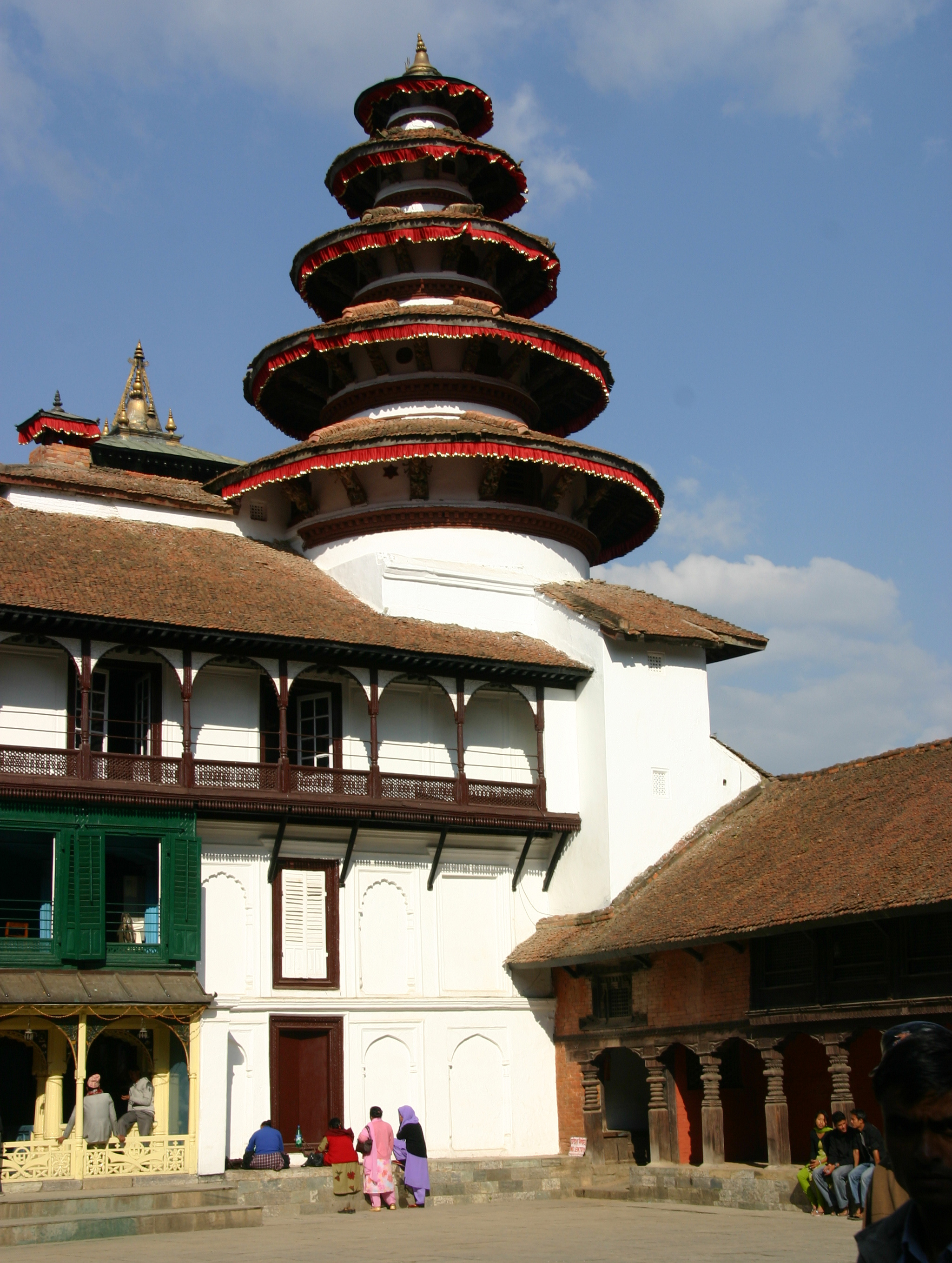
Hanuman Dhoka
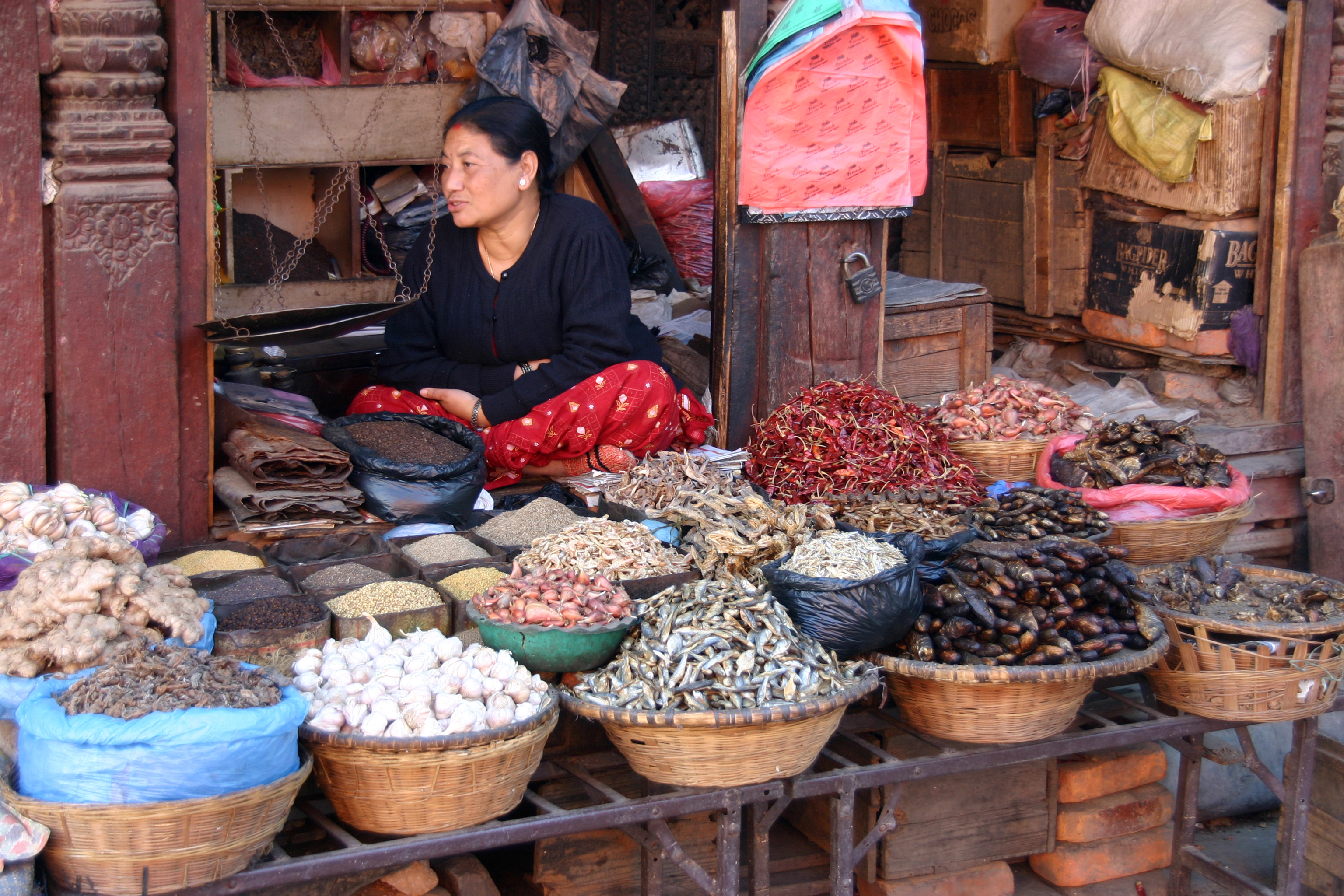

Kathmandu-vallei · Sagarmatha National Park · Nationaal Park Chitwan · Lumbini, geboorteplaats van Gautama Boeddha
- Library of Congress Control Number: n2017240790
- Virtual International Authority File: 116148874683549622789